# Alfred Theodor Brauer

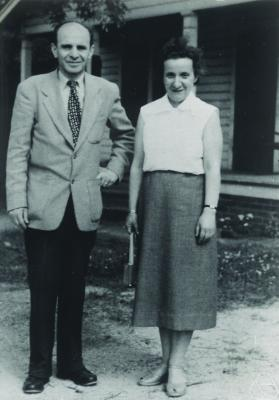
Alfred Theodor Brauer

Alfred Theodor Brauer (* 9. April 1894 in Charlottenburg; † 23. Dezember 1985 in Chapel Hill, North Carolina) war ein deutsch-US-amerikanischer Mathematiker jüdischer Herkunft. Durch die Teilnahme am Kriegsgeschehen im Ersten Weltkrieg zunächst geschädigt, gelang es ihm erst im Jahre 1928, mit der Promotion summa cum laude abzuschließen. Wegen seiner Probleme gründete er mit anderen Kriegsteilnehmern seines Instituts die Mathematische-Physikalische Arbeitsgemeinschaft, um Studienanfängern ein einfacheres Studium zu ermöglichen. Er beschäftigte sich in Lehre und Forschung vor allem mit Zahlentheorie und klassischer Algebra in Bezug auf die Theorie der Matrizen zunächst in Deutschland und seit Ende der 1930er Jahre – als eine Emigration für das Überleben als Jude unumgänglich war – in den Vereinigten Staaten. Bereits während seiner Assistentenzeit in Deutschland bei Issai Schur, aber auch im weiteren Verlauf in den Vereinigten Staaten war er stets um eine vorzeigbare Bibliothek seines Instituts bemüht. Die Anerkennung seiner Leistung wird in seiner Würdigung deutlich.

## Leben

### Jugend
Brauer wurde als Sohn des Großhandelskaufmanns und Handelsrichters Max Brauer und seiner Frau Lilly Brauer in einer jüdischen Familie geboren. Er war der älteste von drei Geschwistern, zu denen auch Richard Dagobert Brauer gehörte – sein bekannterer jüngerer Bruder.
Ostern 1912 bestand er die Reifeprüfung an der Kaiser Friedrich Schule in Charlottenburg. Nach einem Jahr praktischer Arbeit in kaufmännischer Tätigkeit entschied er sich zu einem Studium der Mathematik, Physik und Philosophie.

### Studium und Soldatenzeit
Er begann mit seinem Studium im Sommersemester 1913 in Heidelberg und studierte die nächsten beiden Semester in Berlin. Bei Ausbruch des Ersten Weltkriegs meldete sich Alfred Brauer – wie viele national empfindende Deutsche – als Kriegsfreiwilliger. Er wurde Maschinengewehrkompanien zugeteilt und stand so vier Jahre auf den Kriegsschauplätzen im Westen, Osten sowie auf dem Balkan. Beim Sturm auf Stojnik in Serbien zog er sich eine Verletzung zu und erhielt als Auszeichnung das Eiserne Kreuz zweiter Klasse. Zu Kriegsende war er Unteroffizier in Zugführerposition.
Alfred Brauer kehrte 1919 aus der Kriegsgefangenschaft zurück und nahm, von der Niederlage deprimiert und durch gesundheitliche Beeinträchtigungen infolge der Kampfhandlungen stark behindert, sein Studium in Berlin wieder auf. Er schloss sein Studium im Februar 1928 mit der Promotion zum Dr. phil. summa cum laude bei Issai Schur und Erhard Schmidt zum Thema Über diophantische Gleichungen mit endlich vielen Lösungen ab. Sein Bruder, geboren 1901, der sein Studium unbehindert 1919 beginnen konnte, schloss sein Studium ebenfalls summa cum laude mit der Promotion im Juli 1925 ab. Beide Brüder waren hervorragende Schüler Issai Schurs.
1928 wurde er Assistent bei Schur und unterstützte diesen vor allem bei seinen Vorlesungen und Seminaren. Des Weiteren war er im Mathematischen Institut (damals noch Mathematisches Seminar) für Unterhalt und Ausbau der Bibliothek zuständig. Durch eine Anstellung von Hans Rohrbach 1929 bei Erhard Schmidt entstand eine Freundschaft zwischen diesem und Brauer.

### Nationalsozialismus
1932 habilitierte sich Alfred Brauer und wirkte danach als Privatdozent. Ab 1933 musste er zunehmende antisemitische Repressalien erleiden. Als Kriegsteilnehmer durfte er zunächst, wie auch Issai Schur, weiter lehren. Jedoch störten immer wieder – meist fakultätsfremde – nationalsozialistische Studenten seine Vorlesungen. 1935 wurde eine weitere Ausübung der Lehrtätigkeit durch die erlassenen Nürnberger Gesetze geradezu unmöglich. Schließlich verlor er 1938 gänzlich das Recht, in deutschen mathematischen Zeitschriften zu publizieren.
Trotz der Zeitumstände heiratete Brauer 1934 Hilde Wolf aus Stadthagen, wie er Kind eines Großkaufmanns. Da Brauer damals noch im Amt war, fanden sie eine Wohnung in Charlottenburg. Die Nürnberger Gesetze machten 1935 jedoch ihm und seiner Frau ein weiteres Leben in Deutschland unmöglich. Jedoch widerstrebte ihm eine Auswanderung lange, da er sich als Deutscher verstand und Deutschland seine Heimat war. Sogar eine Einladung von Hermann Weyl in die USA zugunsten bedrohter jüdischer deutscher Wissenschaftler lehnte er ab. Im Sommer 1939 – nur zweieinhalb Monate vor Kriegsausbruch – gelang es Hans Rohrbach dann, Alfred Brauer zur Auswanderung zu bewegen.
Seine Mutter starb 1943, schwer mitgenommen, aber noch in ihrer Wohnung. Schwester und Schwager wohnten der Beerdigung bei, wurden aber bald darauf in ein Vernichtungslager deportiert. Ihre Kinder waren bereits im Ausland in Sicherheit.

### Emigration
In New York angekommen traf seine Familie zunächst auf Paul Erdős und weitere Familienangehörige. Von dort aus ging es sofort nach Princeton in New Jersey, wo Brauer eine Assistentenstelle bei Hermann Weyl bekam, wie sie auch sein Bruder 1934/35 innegehabt hatte.
Sein Bruder Richard, der noch bis Frühjahr 1933 in Königsberg gelehrt hatte, musste bereits mit der Machtübernahme der Nationalsozialisten ins Ausland gehen, da er nicht wie sein Bruder Alfred im Ersten Weltkrieg gedient hatte. Man nahm ihn in den Vereinigten Staaten dankbar auf. Richard ging zunächst für ein Jahr nach Lexington, Kentucky. Nach diesem Engagement wurde er Assistent von Hermann Weyl, mit dem er 1935 gemeinsam im American Journal of Mathematics publizierte. Im Herbst 1935 erhielt er eine erste feste Stelle als Assistant Professor an der Universität Toronto. Er blieb fortan in den USA, lehrte und forschte an verschiedenen Universitäten, zuletzt bis zu seiner Emeritierung an der Harvard-Universität.
Neben seinem Bruder unterstützten ihn John von Neumann und Oswald Veblen bei der Suche nach einer Anstellung. So wurde er schnell wirtschaftlich und sozial in die Vereinigten Staaten integriert; dennoch fiel es ihm schwer, in einem fremden Land – dessen Sprache ihm weitestgehend unbekannt war – heimisch zu werden. Auch das Schicksal der Juden in Deutschland setzte ihm schwer zu, so dass er nie in seine Heimat zurückkehren wollte, zumal jegliche Versuche scheiterten, auch seine Schwester und seinen Schwager nach Amerika zu holen, die gegen Ende des Krieges deportiert worden waren.
Ab 1939 publizierte Brauer wieder: in englischer Sprache in amerikanischen mathematischen Zeitschriften. Seine Assistentenzeit dauerte bis 1942, wobei er seit 1940 nebenbei eine Lecturer-Stelle an der New York University hatte. In dieser Zeit baute er in Princeton eine beachtliche Bibliothek auf.
1942 fiel eine Entscheidung, die sein weiteres Leben maßgeblich beeinflusste. Er erhielt einen Ruf an die University of North Carolina nach Chapel Hill, zunächst als Instructor. Im gleichen Jahr noch wurde er Assistant Professor und ein Jahr später Associate Professor. Diese Stelle hatte er von 1943 bis 1947 inne. 1944 empfingen er und seine Frau die Naturalisation, die Staatsangehörigkeit der Vereinigten Staaten. Sie bekamen 1945 ihr zweites Kind Carolyn.
Brauers hilfsbereite Art und sein Können wird in der Gedenkrede von Hans Rohrbach lobend erwähnt, anlässlich dessen Ernennung zum Mitglied der North Carolina Academy of Science im Jahr 1946. 1947 wird er zum Full Professor of Mathematics berufen. In dieser Stellung lehrte und forschte er bis 1959. Danach wurde ihm die Kenan Professorship verliehen, eine erneute Auszeichnung, die die Ehrung durch die University of North Carolina zeigen sollte. Er nahm diese Stelle bis zu seiner Emeritierung an, blieb dann aber Kenan Professor emeritus.
Am 23. Dezember 1985 starb Alfred Theodor Brauer in Chapel Hill, North Carolina, USA, im Alter von 91 Jahren.

### Rückkehr
Erst im Dezember 1960 kehrten Alfred und Hilde Brauer nach Deutschland zurück, um an der 150-Jahr-Feier der Berliner Universität teilzunehmen, wobei Alfred Brauer einen Vortrag über das Wirken Issai Schurs hielt. Er wurde später für dieses hervorragende Referat ausgezeichnet.

## Werk
Das wissenschaftliche Interesse Alfred Brauers erstreckte sich auf die klassische Algebra und Zahlentheorie. Angeleitet von seinem Lehrer Issai Schur hat sich Alfred, wie auch sein Bruder, auf diesem Gebiet besonders hervorgetan. Durch Spezialisierung wandte sich Alfred vor allem der Matrizentheorie zu. Erste Anstöße zur Forschung auf diesem Gebiet erhielt er durch die Vertretung einer entsprechenden Vorlesung.

### Zahlentheorie
In der Zahlentheorie ging es Brauer vor allem um Fragen multiplikativer Natur.
- diophantische Gleichungen
- Verteilung von Potenzresten
- insbesondere Vorkommen von Sequenzen
- Abschätzen des kleinsten quadratischen Nichtrests nach bestimmten Moduln
- Nichtexistenz des euklidischen Algorithmus in gewissen Quadratischen Zahlenkörpern
- Nichtexistenz geraderer vollkommener Zahlen bestimmter Form
- Primzahlenanzahlen

u. a. Hiervon erschienen Arbeiten wegen ihrer großen Bedeutungen in den Sitzungsberichten der Preußischen Akademie der Wissenschaften. Sodann waren es Fragen der additiven Zahlentheorie, denen er sich zuwandte
- Partitionen
- Problem von Frobenius
- Additionsketten
- Dichte der Summe zweier Mengen natürlicher Zahlen

### Klassische Algebra
Hier arbeitete er
- über die Lage von Nullstellen bestimmter Polynome
- über die Irreduzibilität bestimmter Polynome
- Untersuchung von Irreduzibilitätskriterien von George Polya und Issai Schur gemeinsam mit Richard Brauer

Sein Hauptinteresse galt aber der Untersuchung der Eigenschaften charakteristischer Wurzeln von Matrizen, ihrer Lage, ihren Grenzen, ihrer Berechnung, ihrem Abstand u. a. Ihm ist die Entdeckung der Cassinischen Ovale zu verdanken, in denen Eigenwerte liegen. Ferner ergeben sich Aussagen über Eigenvektoren. Erwähnenswert ist außerdem das Verdienst, die gesammelten Abhandlungen über Issai Schur herausgegeben zu haben.

### Mathematische-Physikalische Arbeitsgemeinschaft
Alfred Brauer nahm sich seiner Mitstudenten an, die wie er aus der Kriegsgefangenschaft zurückkehrten. Mit anderen Kriegsteilnehmern der Fachrichtungen Mathematik und Physik gründete er so 1919 die Mathematische-Physikalische Arbeitsgemeinschaft, kurz MAPHA.
Damit wollte er Studierenden vor allem bei den Anfangsschwierigkeiten des Studiums helfen. Dazu zählte unter anderem
- Beratung der Erstsemester über die zu belegenden Fächer des Studiums
- Arbeitszirkel zu Grundvorlesungen, geleitet von älteren Studenten, in denen Fragen zum Vorlesungsstoff besprochen wurde
- Vermittlung von Lehrbüchern zu Vorzugspreisen, ebenso Darlehen und finanzielle Hilfen
- Herstellung gesellige Kontakte durch Hauskonzerte, Ausflüge, Wanderungen, Weihnachtsfeiern u. a.

Obwohl gewiss spiritus rector, überließ Alfred Brauer die Leitung den nichtjüdischen Studenten und hielt sich selbst immer im Hintergrund. Die Organisation wurde 1933 verboten.

### Gastprofessuren
Sein Ruf als begabter Hochschullehrer ging weit über seine Heimatuniversität hinaus. Referate auf Fachtagungen wurden ihm angetragen. An der University of Colorado in Colorado Springs lehrte er 1962, außerdem 1967 in der Summer School. Eine gleiche Anstellung, jedoch als ständige Gastprofessur, erhielt er im Anschluss an seine Lehrtätigkeit in Chapel Hill für die akademischen Jahre von 1965 bis 1975 an der Wake Forest University in Winston-Salem.

### Schüler
Es sind 20 Schüler Brauers bekannt. Die bedeutendsten davon sind
- Emilie Haynsworth, University of North Carolina (1952)
- Ancel Mewborn, University of North Carolina at Chapel Hill (1959)
- Leo Moser, University of North Carolina at Chapel Hill (1951)
- Richard J. Painter, University of North Carolina at Chapel Hill (1963)

## Würdigung

### Auszeichnungen
- 1949 Science Research Award vom Oak Ridge Institute for Nuclear Studies für hervorragende Beiträge zur Naturwissenschaft im Süden der USA
- 1971 G.W.F. Hägel Medaille von der Humboldt-Universität in Ost-Berlin für sein eindrucksvolles Referat über Issai Schur
- 1965 Tanner Award der University of North Carolina für seine ausgezeichnete Lehrweise
- 1972 Verleihung des Ehrendoktor LLD (Legal Legtures Degree) seiner Universität

### Alfred T. Brauer Library
Es ist selbstverständlich, dass sich Brauer intensiv der Bibliothek des Mathematikfachbereichs seiner Universität annahm. Ihrem Ausbau hat er unermesslich viel Zeit und Mühe gewidmet. Das Ergebnis ist eine der schönsten und umfassendsten Bibliotheken, die es an Universitäten überhaupt gibt. Sie wurde ihm zu Ehren Alfred T. Brauer Library genannt, die neben der kompletten Mathematik auch die theoretische Physik, ferner Statistik und Informatik umfasst.
In gleicher Weise baute er auch die Bibliothek im Department of Mathematics der Wake Forest University in Winston-Salem aus, die ihn deswegen 1976 mit der Errichtung einer Alfred T. Brauer Instructorship ehrte.

### Alfred T. Brauer Gift Trust Fund
Zur Vollendung seines 90. Lebensjahres 1984 gründete das Mathematics Department der University of North Carolina den Alfred T. Brauer Gift Trust Fund. Dieser Fond schließt einen Alfred T. Brauer Preis ein, der alljährlich einem hervorragenden jüngeren Studenten in den Gebieten der Zahlentheorie und Algebra verliehen werden soll – den beiden Gebieten, auf denen sich Brauer besonders hervorgetan hat.

### Alfred T. Brauer Lectures
Die Alfred T. Brauer Lectures wurden ebenso zu Brauers 90. Geburtstag eingerichtet. Dazu soll alljährlich ein hervorragender Mathematiker eingeladen werden, um in zwei Vorträgen dem Lehren und Forschen Brauers zu gedenken.
Bei der ersten dieser Veranstaltung im April 1985 (Brauers Geburtsmonat), zu der Daniel Gorenstein von der Rutgers University in New Brunswick eingeladen war, konnte Alfred Brauer noch selbst anwesend sein.

### Nachruf
Hans Rohrbach, ein langjähriger guter Bekannter und Freund, schrieb zum Gedächtnis Alfred Brauers folgende Worte:

„Am 23. Dezember 1985 starb Alfred Theodor Brauer in Chapel Hill, North Carolina, USA, im Alter von 91 Jahren. Er war nicht nur ein bedeutender Mathematiker, der als Forscher und Lehrer überall, wo er wirkte, außerordentlich geschätzt und verehrt wurde. Er war auch ein Mensch besonderer Prägung: von selbstloser Bescheidenheit und aufrichtigem Großmut, von tiefstem Familiensinn und herzlichster Zuneigung zu Freunden. Kurzum, es ging von ihm eine Ausstrahlung aus, die jeden gefangennahm, der ihm begegnete. Im wissenschaftlichen Bereich war es seine selten tiefe Liebe zu Mathematik – als Wissenschaft, als Lehrgebiet, als Kunst –, die alle, ob Kollegen oder Studenten, in seine große Begeisterung mit hineinnahm.“

## Schriften (Auswahl)
Eine komplette Auflistung von Brauers Schriften findet sich am Ende von Hans Rohrbachs Gedenkschrift.
- Über einige Spezielle diophantische Gleichungen. In: Math. Z. Band 25, 1926, S. 499–504.
- Über die Irreduzibilität einiger spezieller Klassen von Polynomen. In: Jahresber. d. Dt. Math.-Verein. Band 35, 1926, S. 99–112. (mit R. Brauer und H. Hopf)
- Über Sequenzen von Potenzresten. In: Sitz.Ber. Preuß. Akad. Wiss. Phys.-math. Klasse. 1928, S. 9–16.
- Über die Erweiterung des kleinen Fermatschen Satzes. In: Math. Z. Band 42, 1937, S. 255–262.